# La curiosa
La curiosa és una pel·lícula de comèdia espanyola del 1973 sobre educació i repressió sexual, falsa moral, gatamoixeria i xafardeig, escrita i dirigida per Vicente Escrivá Soriano i protagonitzada per Patty Shepard, Josele Román i Paca Gabaldón.

## Sinopsi
Azucena, que ha viscut vint anys en un convent, i Paulina viuen en un petit poble a càrrec de la seva tia Julia. Però cap de les dues no sap res de sexualitat ni com com es queden embarassades les dones, de manera que decideixen explorar-ho pel seu compte.

## Repartiment
- Patty Shepard	...	Azucena
- Josele Román	...	Paulina
- Paca Gabaldón	...	Isabelita
- Máximo Valverde	...	Ángel
- Mari Carmen Prendes...	Doña Anselma
- Guadalupe Muñoz Sampedro...	Doña Julia
- María Isbert	...	Doña Virtudes
- Mirta Miller	...	Emperatriz
- Rafaela Aparicio...	Mujer chismosa
- Alfonso del Real...	Don Cándido
- Luis Barbero	...	Don Valentín

## Premis
La pel·lícula va guanyar el tercer premi als Premis del Sindicat Nacional de l'Espectacle de 1972.